# Nanu (cầu thủ bóng đá)
Eulânio Ângelo Chipela Gomes (sinh ngày 17 tháng 5 năm 1994) hay Nanu, là một cầu thủ bóng đá người Bồ Đào Nha thi đấu cho Porto ở vị trí tiền đạo hay ở vị trí hậu vệ.

## Sự nghiệp bóng đá
Vào ngày 27 tháng 7 năm 2013, Nanu có màn ra mắt cho Beira-Mar trong trận đấu tại Cúp Liên đoàn bóng đá Bồ Đào Nha 2013–14 trước Portimonense, thay cho Tiago Cintra (phút thứ 80). Anh có màn ra mắt tại Giải bóng đá hạng nhất quốc gia Bồ Đào Nha 2013–14 trước FC Porto B vào ngày 12 tháng 8.

## Đời sống cá nhân
Sinh ra ở Bồ Đào Nha, Nanu có gốc Angola.